# Heidenheim (distrito)
Heidenheim é um distrito da Alemanha, na região administrativa de Estugarda , estado de Baden-Württemberg.

## Cidades e Municípios
- Cidades:

1. Giengen
2. Heidenheim
3. Herbrechtingen
4. Niederstotzingen

- Municípios:

1. Dischingen
2. Gerstetten
3. Hermaringen
4. Königsbronn
5. Nattheim
6. Sontheim
7. Steinheim am Albuch